# Neminidae
Neminidae Freidberg, 1994, è una piccola famiglia di insetti dell'ordine dei Ditteri (Brachycera: Cyclorrhapha: Acalyptratae). È composta da poche specie, dalla biologica poco conosciuta, distribuite nelle regioni meridionali dell'Africa e nell'ovest del territorio australiano, dalla Nuova Guinea al Nuovo Galles del Sud.

## Descrizione
Gli adulti sono insetti esili e di piccole dimensioni. Capo ampio, con faccia convessa e sclerificata, provvisto di setole postocellari divergenti o parallele. Il torace presenta un paio di setole scutellari apicali robuste ed erette.
La nervatura delle ali è abbastanza simile a quella degli Aulacigastridae. La costa si estende fino alla confluenza di M1+2 e presenta una frattura subcostale. La subcosta è molto debole ma completa e distinta da R1. La radio si divide in tre rami: R1 è relativamente breve e ricurva e termina entro la metà basale del margine costale; R2+3 confluisce sul terzo distale del margine costale, R4+5 è lunga e diritta e termina in corrispondenza dell'apice dell'ala. La media è lunga e parallela a R4+5. La cubito si divide nei due rami CuA1 e CuA2, quest'ultimo breve e confluente sull'anale. CuA1 e la vena A1+CuA2 sono incomplete e non raggiungono il margine dell'ala. Le vene trasverse radio-mediale e medio-cubitale discale sono presenti e complete, mentre la medio-cubitale basale è incompleta. Le cellule seconda basale e discale sono perciò parzialmente fuse, mentre la cellula cup è ben delimitata anche se l'estensione è circoscritta alla base del lobo anale.
| |
| Schema della nervatura alare nel genere Nemo Fratture: sb: frattura subcostale. Vene longitudinali: C: costa; Sc: subcosta; R: radio; M: media; Cu: cubito; A: anale. Vene trasversali: h: omerale; radio-mediale; dm-cu: medio-cubitale discale. Cellule: br: prima basale; bm+dm: seconda basale e discale fuse; cup: cellula cup. |

## Habitat e biologia
La biologia dei Neminidae è poco conosciuta: le larve sono infatti sconosciute e gli adulti sono poco appariscenti per via delle piccole dimensioni e della vita breve. Gli adulti del genere Nemo si rinvengono spesso sulla vegetazione di piante a foglia larga, ai margini delle foreste, oppure sui fusti di alberi a corteccia liscia e la loro attività sarebbe più intensa durante le piogge.

## Sistematica
La storia tassonomica dei Neminidae ha radici recenti che risalgono agli anni ottanta: David McAlpine (1983) descrisse sette nuove specie afrotropicali e australasiane e le classificò definendo i nuovi generi Nemo e Ningulus. La collocazione tassonomica originaria era nella piccola famiglia Aulacigastridae all'interno della sottofamiglia Nemininae, quest'ultima di nuova definizione. Pochi anni più tardi, lo stesso McAlpine aggiunge una nuova specie di Nemo rinvenuta in Nuova Guinea.
Dieci anni dopo, Freidberg (1994) ha descritto tre nuove specie del Madagascar e il nuovo genere Nemula. Il nuovo genere e la sottofamiglia dei Nemininae vengono elevati da Freidberg al rango di famiglia, con il nome Neminidae. Cinque anni più tardi, Barraclough (1999) aggiunge tre nuove specie africane, due Nemo e un Ningulus; nella classificazione adotta la revisione di Freidberg.
Nel complesso, la famiglia dei Neminidae è composta da 14 specie, ripartite fra tre generi.
- Nemo McAlpine, 1983
  - Nemo arbelos McAlpine, 1985
  - Nemo capensis Barraclough, 1999
  - Nemo centriseta McAlpine, 1983
  - Nemo corticeus McAlpine, 1983
  - Nemo dayi McAlpine, 1983
  - Nemo kentae McAlpine, 1983
  - Nemo lossini McAlpine, 1983
  - Nemo phaecotylos McAlpine, 1983
  - Nemo zuluensis Barraclough, 1999
- Nemula Freidberg, 1994
  - Nemula argentata Freidberg, 1994
  - Nemula longarista Freidberg, 1994
  - Nemula major Freidberg, 1994
- Ningulus McAlpine, 1983
  - Ningulus macalpinei Barraclough, 1999
  - Ningulus simatus McAlpine, 1983

## Distribuzione
Allo stato attuale, la famiglia ha un areale circoscritto alle sole regioni afrotropicale e australasiana. Il genere Nemo è rappresentato in entrambe le ecozone, con sette specie australasiane e due afrotropicali, mentre Nemula e Ningulus sono endemismi afrotropicali. Il quadro completo della distribuzione è riassunto nella seguente tabella:
| | Afrotropicale                             | Australasiana                                                                                        |
| --- | ----------------------------------------- | --- |
| Nemo | N. capensis, N. zuluensis (SA)            | N. arbelos (NG) N. centriseta, N. lossini (Q) N. corticeus, N. dayi, N. kentae, N. phaecotylos (NSW) |
| Nemula | N. argentata, N. longarista, N. major (M) | |
| Ningulus | N. simatus (SA) N. macalpinei (Z)         | |
| Legenda: M: Madagascar; SA: Sudafrica; Z: Zimbabwe; NG: Nuova Guinea; NSW: Nuovo Galles del Sud; Q: Queensland |                                           | |